# Champ-Laurent
Champ-Laurent és un municipi francès situat al departament de la Savoia i a la regió d'Alvèrnia-Roine-Alps. L'any 2007 tenia 29 habitants.

## Demografia

### Població
El 2007 la població de fet de Champ-Laurent era de 29 persones. Hi havia 16 famílies de les quals 4 eren unipersonals (4 dones vivint soles i 4 dones vivint soles) i 12 parelles sense fills.
La població ha evolucionat segons el següent gràfic:
Habitants censats

### Habitatges
El 2007 hi havia 65 habitatges, 16 eren l'habitatge principal de la família, 47 eren segones residències i 2 estaven desocupats. 59 eren cases i 6 eren apartaments. Dels 16 habitatges principals, 14 estaven ocupats pels seus propietaris, 1 estava llogat i ocupat pels llogaters i 1 estava cedit a títol gratuït; 1 tenia una cambra, 3 en tenien tres, 10 en tenien quatre i 2 en tenien cinc o més. 8 habitatges disposaven pel capbaix d'una plaça de pàrquing. A 8 habitatges hi havia un automòbil i a 7 n'hi havia dos o més.

## Economia
El 2007 la població en edat de treballar era de 16 persones, 14 eren actives i 2 eren inactives. De les 14 persones actives 13 estaven ocupades (5 homes i 8 dones) i 1 aturada (1 dona i 1 dona). De les 2 persones inactives 1 estava jubilada i 1 estava classificada com a «altres inactius».
Activitats econòmiques
L'únic establiment que hi havia el 2007 era d'una empresa de construcció.
L'únic servei als particulars que hi havia el 2009 era una fusteria.